# 玻璃之翼滑翔机制造公司
玻璃之翼滑翔机制造有限责任公司（德語：Glasflügel Segelflugzeugbau GmbH）是一家原西德的滑翔机制造商，总部位于泰克山下基希海姆南部的Schlattstall。 

## 历史
玻璃之翼公司由工程师Eugen Hänle和他的妻子Ursula于1962年创立。 
1975年9月21日，公司创始人Eugen Hänle在一次飞机事故中丧生。结果，该公司遇到了财务困难，因此与滑翔机制造商Schempp-Hirth开始合作。直到1979年，玻璃之翼的业务以Holighaus ＆Hillenbrand GmbH的名义进行。后来，又改名为德国-巴西飞机和汽车有限责任公司，直到1982年最终解散。在玻璃之翼破产之后，Hansjörg Streifeneder认为有义务让Eugen Hänle继续为玻璃之翼飞机提供服务，于是成立了Glasfaser-Flugzeug-Service GmbH公司。

## 技术
玻璃之翼是世界上第二家生产纤维增强复合材料滑翔机的制造商。该公司，尤其是Hänle夫妇，对滑翔机结构和技术进行了多种创新。玻璃之翼推出的自动连接式舵连杆在当时是开创性的。自此以后，这一技术在新型滑翔机的设计中已经成为必备的。另一项众所周知的技术是后缘旋转式刹车襟翼，一种空气制动器，允许飞机在速度不超过最大限制的情况下以陡峭的航线下降。 

## 产品系列
公司最早量产纤维强化复合材料滑翔机开始于1963年，第一个型号为H-301 Libelle（蜻蜓），一个带有襟翼，15米翼展的单座滑翔机，这比1975年才确定的15米级要提前了很多年。从1964年到1969年，一共生产了超过100架“开放级”Libelle。这也是当时产量最大的一种复合材料滑翔机。在此之后，接着其他型号也投入生产：BS-1、标准级Libelle、Kestrel、Glasflügel 604、俱乐部级Libelle、Hornet、Mosquito、Glasflügel 304和Glasflügel 402。此外，玻璃之翼还有一个一直没有完成的双座型号，具有并列式座位，项目名称为Glasflügel 701。这架飞机有一套两足的起落架，一个有阻尼的T型尾翼和机翼由三部分组成，19米翼展面积为18.76平方米。 
玻璃之翼开发了很多种型号的滑翔机，其中一些只是作为后继型号的试验机，但它们也有自的型号。这里仅列举在商业上成功的型号。
- Glasflügel BS-1
- Glasflügel H-101 Salto
- Glasflügel Libelle

- Glasflügel206 Hornet 大黄蜂
- Glasflügel303 Mosquito 蚊子
- Glasflügel304
- Glasflügel401 Kestrel 红隼
- Glasflügel604 Kestrel 红隼

## 引用
1. 1 2  . Glasfaser-Flugzeug-Service GmbH.   [2019-05-14]. （原始内容存档于2019-01-10）.

## 文献
- Dietmar Giestmann： 合成材料滑翔机的发展 ， ISBN 3-87943-483-2
- Dietmar Giestmann： 德国的滑翔机 ， ISBN 3-613-01449-1 。